# داني بالبي
دانييلي كريستوفاو بالبي ،  المعروفة باسم داني بالبي ( ريو دي جانيرو ، 3 أبريل 1989 )،  مدرسة ،  كاتبة سيناريو  وسياسية برازيلي . تم انتخابها نائبة لولاية ريو دي جانيرو في انتخابات 2022 بأغلبية 65815 صوتًا، وترشحها لحزب PCdoB ،  والتي كانت عضوًا فيها منذ أن كان عمرها 16 عامًا.  وفوزها، أصبحت أول برلمانية متحولة جنسياً في الجمعية التشريعية لولاية ريو دي جانيرو .   
حصل بالبي على درجة الدكتوراه في علوم الأدب من جامعة ريو دي جانيرو الفيدرالية (UFRJ)،  وكان أيضًا أول أستاذة متحولة جنسيًا في UFRJ. تعلن نفسها ناشطة مدافعة عن التعليم العام وحقوق المثليين وتقدير المهمشين والنضال ضد العنصرية . 